# ويلاند (أونتاريو)
ويلاند، أونتاريو (بالإنجليزية: Welland)‏ هي مدينة كندية تقع في مقاطعة أونتاريو. تبلغ مساحة هذه المدينة 81.0876 (كم²)، ويبلغ عدد سكانها 50331 نسمة حسب إحصاء سنة 2006 م، بينما كان يسكنها 48402 نسمة في سنة 2001 م. تحتل هذه المدينة المرتبة رقم 93 بين مدن كندا حسب عدد السكان والمرتبة رقم 40 في المقاطعة. نما عدد السكان في هذه المدينة بنسبة (4) بين العامين المذكورين.

## أعلام
- جيرالد إيوارت ناش
- مات إليس
- ريتشارد هاركورت
- مايك سمريك
- سابرينا دانغلو
- ناثان هورتون
- باول بيسونت
- فرد أتكينز

## وصلات خارجية
- الأطلس الحكومي لكندا
- إحصاءات كندا مع ساعة تعداد السكان